# Wulf Wedde
Wulf Wedde (* 10. Dezember 1937 in Hannover) ist ein Brigadegeneral außer Dienst des Heeres der Bundeswehr.

## Leben
Nach dem Abitur trat Wedde am 1. Juli 1958 in die Bundeswehr ein und war zunächst als Zugführer, Hörsaaloffizier und Kompaniechef eingesetzt. Es folgten Verwendungen als S 1 Offz/Pers und S 3 Offz/Org im Stab der 11. Panzergrenadierdivision in Oldenburg und als stellvertretender Kommandeur und S 3 Stabsoffizier im Panzergrenadierbataillon 323 in Schwanewede. Danach war er S1 Stabsoffizier Innere Führung im I. Korps in Münster, Bataillonskommandeur des Panzergrenadierbataillons 193 in Münster, Referent im Referat I 4 im Führungsstab der Streitkräfte und in der Abteilung Personal, Referat III 9, im Bundesministerium der Verteidigung auf der Hardthöhe in Bonn. Anschließend wurde er Bereichsleiter Menschenführung mit Betreuung und Fürsorge am Zentrum Innere Führung in Koblenz und am 1. April 1985 zum Oberst befördert. Im Oktober 1987 wurde er Leiter der Stammdienststelle des Heeres in Köln und im April 1991 Brigadekommandeur der Panzerbrigade 2 in Braunschweig. Die Ernennung zum Brigadegeneral erfolgte am 1. April 1993 mit der Übernahme des Kommandos über die Infanterieschule in Hammelburg. Ab 1. April 1995 war er zudem in Personalunion General der Infanterie. In dieser Funktion wurde er am 31. März 1998 in den Ruhestand versetzt.

## Privates
Wedde ist evangelisch, verheiratet und hat eine Tochter sowie zwei Söhne.